# 原響子
原 響子（はら きょうこ、1976年7月22日 - ）は、日本の女性アナウンサー。

## 人物
- 愛知県名古屋市出身。愛知県立旭丘高等学校、お茶の水女子大学卒業。血液型A型。
- NHK岐阜放送局契約キャスター。
- NHK名古屋放送局契約キャスター。
- 圭三プロダクション所属。
- 2006年4月 - 2007年3月、東海テレビ放送契約アナウンサー。

## NHK岐阜契約
- こんばんは6時です
- ゆうがたチャンス!
- おしゃべりランチ

## 東海テレビ契約
- FNN東海テレニュース
- ドラゴンズTODAY
- リポートあいち